# 剛果錫伯鯰
剛果錫伯鯰，為輻鰭魚綱鯰形目北非鯰科的其中一種，分布於非洲Inkisi河流域，體長可達11.1公分，棲息在底層水域，屬肉食性，生活習性不明。

## 擴展閱讀
維基物種上的相關：剛果錫伯鯰